# Août 1908

## Événements
- 1er août, France : arrestation des secrétaires de la CGT à la suite de la grève de Draveil-Villeneuve-Saint-Georges.
- 8 août : premier vol de Wilbur Wright au Mans, en France. Ce vol est très attendu par les spécialistes européens de l'aviation, mais c'est  une déception ; Wilbur Wright réussit un vol d'une minute et quarante-cinq secondes au Mans, ce qui est loin, très loin des performances proclamées...
- 12 août : l'insurrection marocaine débutée en 1899 (après la conquête du Touat par l'armée française d'Algérie) et depuis 1906 centrée contre le Sultan Moulay Abdelaziz et les accords d'Algesiras consacrant l'intrusion économique, militaire et politique des Français et des Espagnols, unit les tribus du bled siba, du bled makhzen et la classe artisanale bourgeoise et ouvrière de Fès et porte au pouvoir Moulay Abdelhafid : il s'agit de la seule révolution réussie au Maroc au XXe siècle.
- 15 août [1]: mission de Bénédictins au nord du Kimberley, en Australie. Ils ne parviennent à entrer en contact avec les Aborigènes qu’en 1912.
- 16 - 22 aout : le 4e congrès mondial d’espéranto a lieu à Dresde.
- 31 août : premier vol avec passager sur monoplan Antoinette II à Issy-les-Moulineaux.

## Naissances
- 3 août : 
  - Leonor Fini, peintre italien († 18 janvier 1996).
  - Birgit Cullberg, chorégraphe suédoise († 8 septembre 1999).
- 9 août : Tommaso Landolfi, écrivain italien († 8 juillet 1979).
- 19 août : Abdul Rashid Khan, musicien indien († 18 février 2016).
- 22 août : Henri Cartier-Bresson, photographe français († 3 août 2004).
- 23 août : Nhiek Tioulong, homme politique cambodgien († 9 juin 1996).
- 26 août : Jacques-Paul Martin, cardinal français de la curie romaine († 27 septembre 1992).
- 27 août : Lyndon Johnson, président des États-Unis († 22 janvier 1973).
- 28 août : Robert Merle, écrivain français († 27 mars 2004).

## Décès
- 6 août : Léon Perrault, peintre français.
- 14 août : Alfred Boyd, premier des premiers ministres du Manitoba.
- 17 août : Laura Fitinghoff, écrivaine suédoise (° 14 mars 1848).
- 25 août : Henri Becquerel, physicien français.